# 古氏長吻鰩
古氏長吻鰩（學名：[Dipturus gudgeri] 错误：{{Lang}}：文本有斜体标记（帮助）），為軟骨魚綱鰩目鰩科長吻鰩屬的一種，分布於印度西太平洋澳洲西部到新南威爾斯海域，深度160至765公尺，體長可達184公分，棲息在大陸坡沙泥底質海域，為底棲性魚類，肉食性，卵生，生活習性不明。